# Vila Nova de Poiares
Vila Nova de Poiares és un municipi portuguès, situat al districte de Coïmbra, a la regió del Centre i a la subregió de Pinhal Interior Norte. L'any 2006 tenia 7.457 habitants. Limita al nord amb Penacova, a l'est amb Arganil, al sud-est amb Góis, al sud amb Lousã, al sud-oest amb Miranda do Corvo i a l'oest amb Coimbra.

## Població
| Població del concelho de Vila Nova de Poiares (1849 – 2004) | Població del concelho de Vila Nova de Poiares (1849 – 2004) | Població del concelho de Vila Nova de Poiares (1849 – 2004) | Població del concelho de Vila Nova de Poiares (1849 – 2004) | Població del concelho de Vila Nova de Poiares (1849 – 2004) | Població del concelho de Vila Nova de Poiares (1849 – 2004) | Població del concelho de Vila Nova de Poiares (1849 – 2004) | Població del concelho de Vila Nova de Poiares (1849 – 2004) |
| ----------------------------------------------------------- | ----------------------------------------------------------- | ----------------------------------------------------------- | ----------------------------------------------------------- | ----------------------------------------------------------- | ----------------------------------------------------------- | ----------------------------------------------------------- | ----------------------------------------------------------- |
| 1849                                                        | 1900                                                        | 1930                                                        | 1960                                                        | 1981                                                        | 1991                                                        | 2001                                                        | 2004                                                        |
| 6848                                                        | 7900                                                        | 7763                                                        | 7518                                                        | 6649                                                        | 6161                                                        | 7061                                                        | 7291                                                        |

## Freguesies
- Arrifana
- Lavegadas
- Poiares (Vila Nova de Poiares)
- São Miguel de Poiares